# Nucená výživa
Nucená výživa znamená krmení násilím proti vůli jedince. U lidí k němu docházelo zejména u vězňů, kteří se rozhodli protestovat proti svému trestu hladovkou, a upozornit tak na svůj případ, anebo v psychiatrických zařízeních. U zvířat bývá využíváno ke zrychlenému vykrmení, nejvíce u hus a kachen. Vede u nich ke ztučnění jater, díky čemuž vzniká delikatesa zvaná foie gras.
Nucená výživa bývá odpůrci označována za mučení, resp. týrání zvířat.

## Nucená výživa u lidí

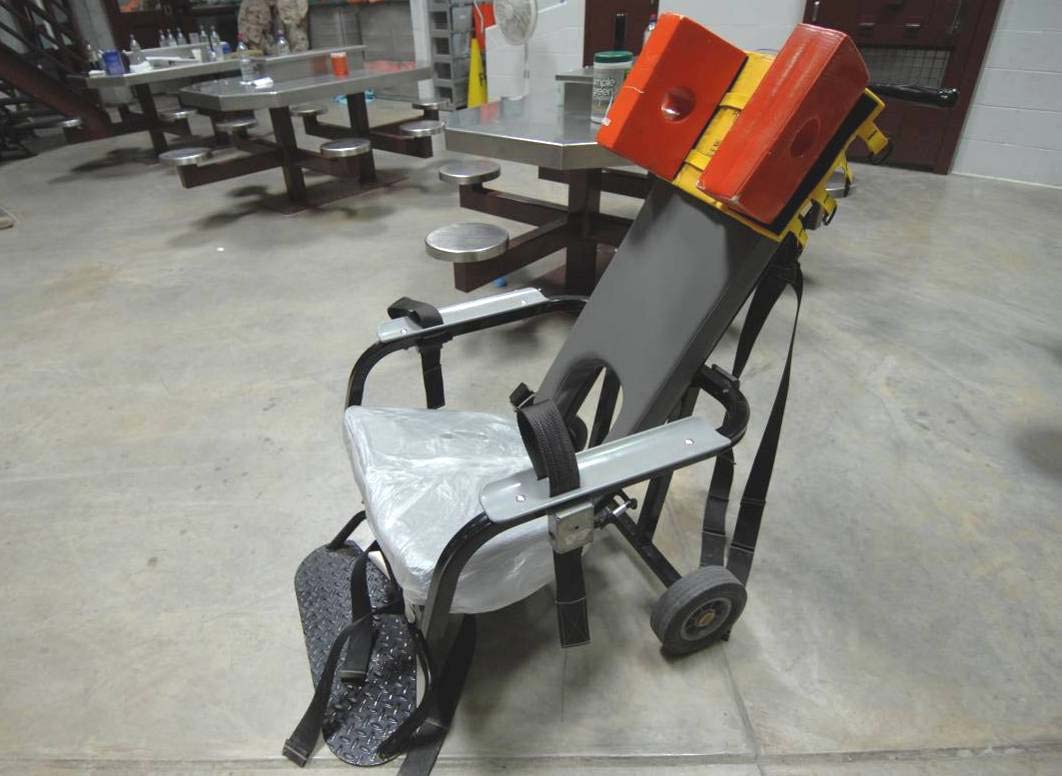
Křeslo pro nucenou výživu ve věznici Guantánamo

Nejčastěji byli k příjmu potravy násilím donuceni vězni, jejichž zdravotní stav se začal zhoršovat v důsledku hladovky.
Pro příjem výživy jim byla nosem nebo ústy zavedena asi 0,5 metru dlouhá plastová trubička do žaludku. Proces trval asi 20 až 30 minut, i poté však zůstávali kvůli strávení potravy až na dvě hodiny připoutáni na lůžko.
Nuceně vyživovány byly např. desítky vězňů na americké základně Guantánamo. K výživě sondou do žaludku byli přinuceni poté, co odmítli sníst devět jídel za sebou nebo když jejich hmotnost klesla pod 85 procent ideální tělesné váhy.
Násilím byly nuceny v minulosti přijímat potravu také aktivistky zvané sufražetky, které počátkem 20. století hladovkou podporovaly svůj boj za volební právo žen.
| „                                   | Krmicí sonda byla tlustá, silnější než moje nosní dírka, a tak nešla zastrčit dovnitř. Z nosu se mi začala valit krev a po tvářích mi tekly slzy, ale tlačili mi ji dovnitř tak dlouho, až chrupavka praskla. Asi bych řval, kdybych mohl, ale s trubicí v krku to nešlo. | “ |
| — ruský disident Vladimir Bukovskij | |   |

## Nucená výživa u zvířat

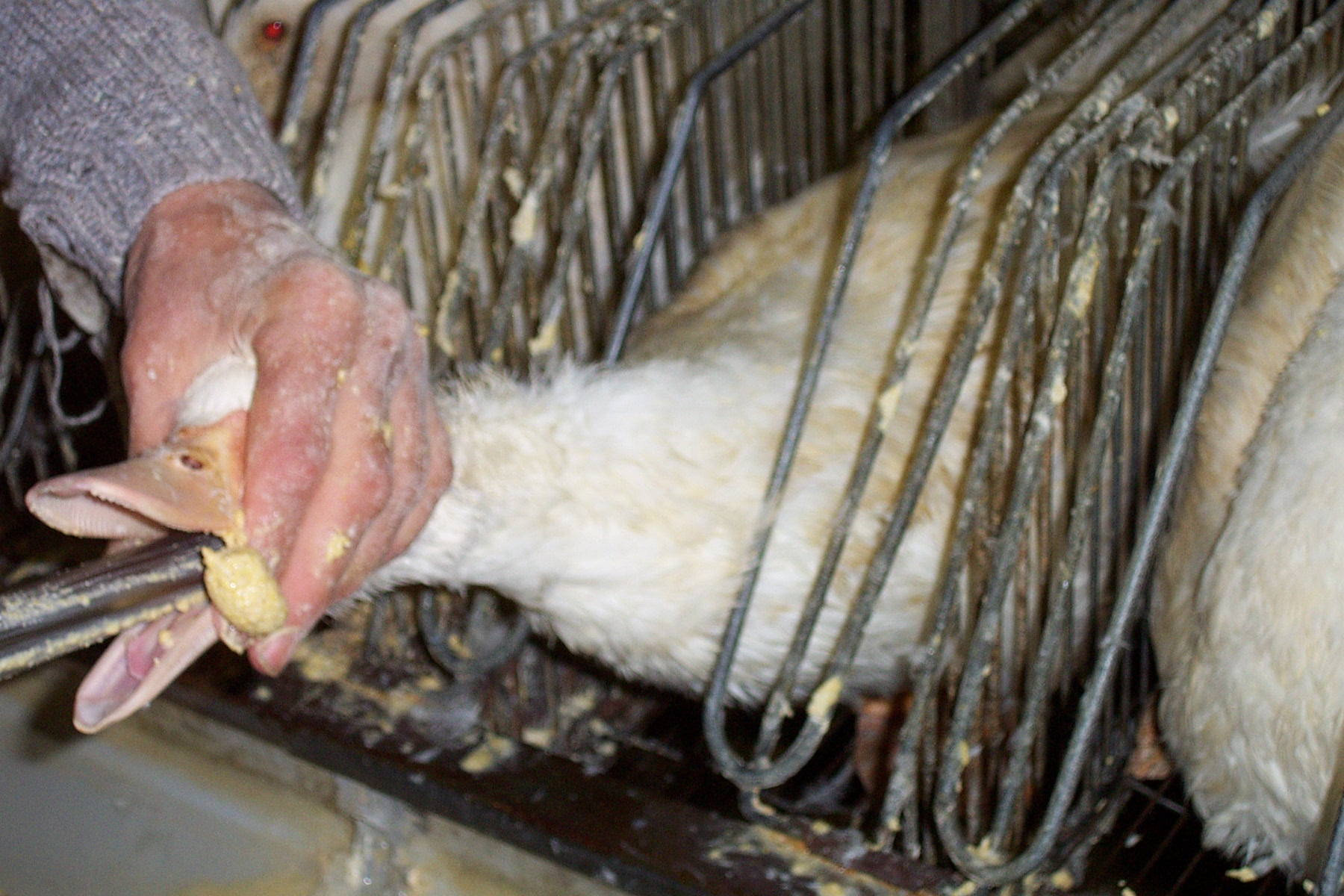
Nucené krmení kachen

Nejčastěji jsou nuceně vyživovány husy a kachny, a to za účelem produkce pochoutky foie gras. Mladí ptáci začínají být vykrmováni ve věku 10 až 14 týdnů, a to dvakrát až třikrát denně trubicí do jícnu nebo šiškami z kukuřice a otrub. Procedura může způsobit prasknutí jícnu nebo vést k nemocem jater.
Kvůli nucenému vykrmování zvířat je prodej foie gras v některých zemích světa zakázán. K tomuto kroku se rozhodla např. Kalifornie. V dalších zemích je sice zakázána jeho produkce, ale přitom je povolen dovoz.